# ديف هانسن (لاعب كرة قاعدة)
ديف هانسن (بالإنجليزية: Dave Hansen)‏ هو لاعب كرة قاعدة أمريكي، ولد في 24 نوفمبر 1968 في لونغ بيتش في الولايات المتحدة.

## وصلات خارجية
- ديف هانسن على موقع دوري كرة القاعدة الرئيسي (الإنجليزية)
- ديف هانسن على موقع الدوري الياباني لكرة القاعدة (الإنجليزية)
- ديف هانسن على موقعبيزبول رفرنس.كوم (الدوري الرئيسي) (الإنجليزية)
- ديف هانسن على موقعبيزبول رفرنس.كوم (الدوري الثانوي) (الإنجليزية)
- ديف هانسن على موقع إي إس بي إن.كوم (أم.أل.بي) (الإنجليزية)
- ديف هانسن على موقع مشجعي الرسوم البيانية (الإنجليزية)